# Borgerlig revolution
Borgerlig revolution är en ursprungligen marxistisk/socialistisk term för feodalsamhällets övergående till ett borgerligt (eller kapitalistiskt) samhälle.

## Begreppet
Politiskt innebar förändringen att feodalsamhällets system med den politiska makten koncentrerad till en monark och/eller adelsklass ersattes med alltmer av politiska rättigheter för hela befolkningen i samhället. Inom viss socialistisk litteratur kallas detta att införa en borgerlig demokrati eller politisk demokrati, men inom statsvetenskap benämns den typen av samhälle liberal demokrati.
Ekonomiskt innebar begreppet borgerlig revolution, vid den tidpunkt begreppet uppkom, att det feodala samhällets ekonomiska makt knuten till dels jordägande och dels ärftliga hantverksprivilegier avskaffades och ersattes med makt knuten till ägandet av tillverkningsindustrier och förmågan att hävda sig på en marknad som kännetecknades av fri konkurrens. "Borgerlig ekonomisk diktatur" eller "liberal marknadsekonomi" är två, beroende på politisk grundsyn, olika sätt att beskriva den nya ekonomiska ordning som en sådan förändring resulterar i. Jordbruket ersattes av tillverkningsindustrierna som samhällets ekonomiska bas. Feodalismen övergick i kapitalismen.

## Historia

### Industriella revolutionen
I flertalet länder i västra Europa och Nordamerika, med början i England under 1700-talets andra hälft, började den ekonomiska borgerliga revolutionen med att uppfinningar och teknisk utveckling ledde till den kraftiga expansion av mekanisk produktion av varor och handel som kallas för den industriella revolutionen. Denna utmärktes av byggande av fabriker för mekaniserad varuproduktion, ökat utnyttjande av energikällor och en kraftig inflyttning av arbetskraft till tätorterna och de fabriker som uppfördes där (urbanisering). Den industriella revolutionen ledde till en omstrukturering av marknaden – näringsfrihet – som gynnade avyttringen av de massproducerade varorna. I Europa urholkades gamla privilegier, som adelns, på relativt sett kort tid och i exempelvis Sverige avskaffades skråväsendet år 1864. I land efter land ersattes de gamla traditionella hantverksoligopolen av tillverkning och handel i fri konkurrens. Den i lagen skyddade enskilda äganderätten i kombination med näringsfriheten resulterade i att den ekonomiska makten i samhället övertogs av de mest framgångsrika aktörerna på marknaderna – ett system som socialisterna benämnde kapitalism och som näringsidkarna själva benämnde marknadsekonomi.

### Franska revolutionen
Den Franska revolutionen var en politisk borgerlig revolution. De ekonomiska borgerliga revolutionerna märktes först i protestantiska länder som samtidigt var kolonialmakter som Storbritannien och Nederländerna. Den Amerikanska revolutionen var ett befrielsekrig där de amerikanska kolonierna gjorde sig fria från Storbritannien. Den Ryska revolutionen liksom den senare kinesiska var socialistiska revolutioner pådrivna av kommunistpartiet som genomfördes i vad som till övervägande delen var feodala jordbrukssamhällen – produktionsmedlen överfördes således till samhället innan dessa samhällen hade industrialiserats och genomgått en "kapitalistisk fas" med fri företagsamhet och konkurrens i stor skala. Den borgerliga revolutionen hoppades med andra ord över i länder som Ryssland, Kina, Kuba och det blev statens och inte "kapitalismens" uppgift att försöka industrialisera samhället.  